# أوموتيناشي
أوموتيناشي (باليابانية: おもてなし) مفهوم ياباني يعبّر عن كرم الضيافة بإخلاص وبدون تلقي شيء في المقابل واحترام الضيوف وتفهم احتياجاتهم والتعامل معهم بلطف وتواضع أثناء خدمتهم.

## جذور أوموتيناشي
المصطلح أوموتيناشي يتكون من كلمتين: (موتي持ち ) التي تشير إلى "الإحتفاظ" و(ناشي 無し ) التي تعني "لا شيء". وتصور هاتان الكلمتان معًا فكرة تقديم ضيافة وخدمة خالصة للضيف، دون أي رغبة في الحصول على مكافأة أو شيء في المقابل
. يُعد المعلم الياباني سين نو ريكيو الذي يُعتبر جد حفل الشاي الياباني هو المؤسس لمفهوم أوموتيناشي. وقد عُرف عن هذا المعلم أنه يجب على المضيفين تقديم تجربة فريدة وصادقة أثناء الضيافة. يرتبط مفهوم أوموتيناشي ارتباطًا وثيقًا بمبدأ إيتشي-غو إيتشي-إي الذي يشير إلى أن اللقاءات الودية هي "تجربة تحدث مرة واحدة في العمر".

## عناصر أوموتيناشي

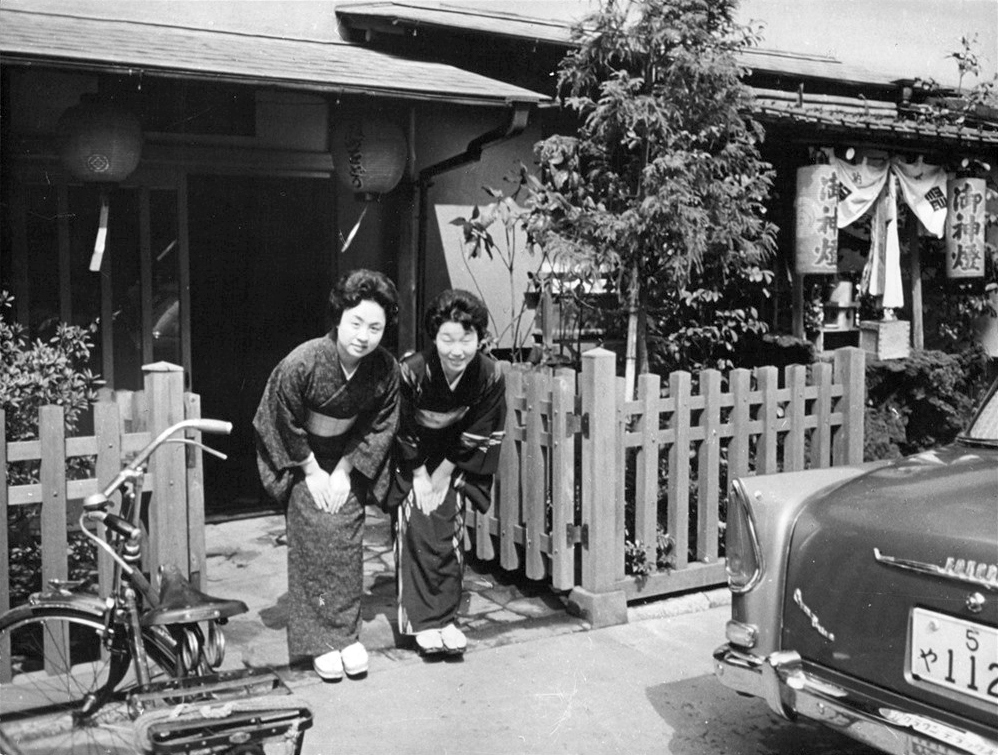
في اليابان يمثل الإنحناء عند استقبال أو توديع الضيوف احترامًا كبيرًا لهم.

تتضمن عناصر أوموتيناشي اهتمام المضيف بأدق التفاصيل والاستعداد التام قبل وصول الضيف. يتجلى أوموتيناشي في المطبخ الياباني من خلال التحضير الدقيق واختيار المكونات الطازجة والعرض الجمالي للأطباق، حيث تُعتبر العناية والتدقيق في تقديم الطعام بجودة عالية جزءًا أساسيًا من الضيافة.
أما تقاليد الشاي فهي تجسيد مثالي لأوموتيناشي، حيث يُظهر المضيف اهتمامًا خاصًا عند تقديم الشاي، مما يخلق أجواء مريحة تعكس الاحترام المتبادل بين المُضيِّف والضيوف. يشمل هذا توفير البيئة الهادئة المناسبة، مما يثري نوعية الضيافة. وقد يتطلب التحضير لحفل الشاي مدة تصل إلى عام كامل لضمان راحة الضيوف. تشمل ممارسات أوموتيناشي كذلك عادات بسيطة مثل انحناء الموظفين للزبائن عند دخولهم المتاجر، وتقديم المناديل الرطبة في المطاعم، بالإضافة إلى الحرص الشديد على توفير سبل الراحة للضيوف بشكل عام.

## أوموتيناشي في العصر الحديث
لا يزال مفهوم أوموتيناشي حاضرًا في التواصل الاجتماعي والتجاري في اليابان الحديثة، بدءًا من كيفية تعامل العملاء مع الضيوف في قطاعات الصناعة والسياحة، وصولاً إلى دعوة الضيوف إلى المنازل. تُعتبر أوموتيناشي جزءًا من الثقافة المجتمعية في اليابان وهي تشمل جميع جوانب الحياة اليومية والعلاقات الاجتماعية بين الناس.
تختلف أوموتيناشي عن طرق الضيافة الغربية والتي غالبًا ما تركز على تحقيق رضا العملاء وكفاءة الخدمة. ففي حين أن الضيافة الغربية تهدف إلى تلبية الاحتياجات بشكل سريع، يركز الأوموتيناشي على بناء روابط عاطفية مع الضيوف وتقديم ضيافة ذات طابع شخصي مميز 
.

## أنظر أيضًا
- سادو
- إيتشي-غو إيتشي-إي
- سين نو ريكيو